# Cos'hai da guardare
Cos'hai da guardare è un romanzo autobiografico del cantautore italiano Bobo Rondelli.
Un passaggio del libro in cui Rondelli parla del presidente Trump, è stato citato da Vasco Rossi in post sul suo profilo Instagram.

## Trama
In questo libro Bobo Rondelli racconta la sua vita alla sua maniera: dai tempi dell'infanzia ad oggi, passando per le avventure musicali, le disavventure con l'alcol e la droga, il suo rapporto con le donne, i suoi figli, la sua famiglia e soprattutto il rapporto con suo padre, ovvero la persona a cui Bobo ha voluto dedicare questo libro. 

## Titolo
Il titolo Cos'hai da guardare deriva dalle ultime parole che suo padre Fernando gli rivolse sul letto di morte.